# Uppdrag: mord
Uppdrag: Mord (Originaltitel: Homicide: Life on the Street), är en amerikansk TV-serie som producerades och sändes i sju säsonger mellan åren 1993-1997 och avslutades med en längre TV-film.
Seriens upphovsman heter Paul Attanasio och bygger på en bok av David Simon.

## Synopsis
Serien handlar om några kriminalpoliser som är mordutredare på en fiktiv polisstation i Baltimore, USA.

## Ursprunglig rollbesättning
- Yaphet Kotto som stationschef Al "Gee" Giardello
- Andre Braugher som Frank Pembleton (säsong 1-6)
- Kyle Secor som Tim Bayliss
- Ned Beatty som Stanley Bolander (säsong 1-3)
- Richard Belzer som John Munch
- Clark Johnson som Meldrick Lewis
- Jon Polito som Steve Crosetti (säsong 1-2)
- Melissa Leo som Kay Howard (säsong 1-5)
- Daniel Baldwin som Beau Felton (säsong 1-3)

## Visning i Sverige
Serien sändes först i Sverige på Sveriges Television och under 2007 sena vardagskvällar på Kanal 9.